# Кандиоло
Кандио̀ло (на италиански: Candiolo; на пиемонтски: Candieul, Кандиеул) е малък град и община в Метрополен град Торино, регион Пиемонт, Северна Италия. Разположен е на 237 m надморска височина. Към 1 януари 2020 г. населението на общината е 5644 души, от които 199 са чужди граждани.